# رالف جاي جليسون
رالف جاي جليسون (بالإنجليزية: Ralph J. Gleason)‏ هو مؤلف وصحفي أمريكي، ولد في 1 مارس 1917 في نيويورك في الولايات المتحدة، وتوفي في 3 يونيو 1975 في كاليفورنيا في الولايات المتحدة.

## وصلات خارجية
- رالف جاي جليسون على موقع IMDb (الإنجليزية)
- رالف جاي جليسون على موقع ميوزك برينز (الإنجليزية)
- رالف جاي جليسون على موقع قاعدة بيانات الفيلم (الإنجليزية)